# Дунайська культура

Мапа пізніх неолітичних культур Європи. Дунайські культури позначені жовтим кольором.

Дунайська культура (англ. Danubian culture) — археологічна культура та у ширшому розумінні комплекс археологічних культур неоліту і енеоліту, поширених у 5 — 3 тисячоліттях до н. е. у Європі на північ від середньої і верхньої течії Дунаю. 
Основні культури, що складають комплекс: культура лінійно-стрічкової кераміки, накольчатої кераміки і ресенська культура.
Термін введений англійським археологом Гордоном Чайлдом, на думку якого одноманітна система землеробського господарства первісних суспільств цієї частини Центральної Європи призвела до виникнення ряду споріднених культур, що пройшли довгий шлях розвитку.

## Перший період
До першого періоду Чайлд відніс культуру лінійно-стрічкової кераміки. Вважається, що на першому етапі існувала єдина культура, заснована на підсічно-вогняному землеробстві на лесових ґрунтах, які є нескладними для обробки. Характерними для першого періоду є клиноподібні сокири, раковини спондилус (spondylus), використання лінійно-стрічкової кераміки. Характерні поселення (Билани, Кельн-Лінденталь) мали безліч великих зроблених з колод будинків, які, проте, залишалися у міру виснаження ґрунту. Після того, як родючість земель відновлювалася, люди поверталися, а хати відбудовувалися. Цей цикл повторювався кілька разів.

## Дрігий період
Другий період Дунайської культури розпочався приблизно у 3800 р. до Р. Х., у цей період культура накольчато-стрічкової кераміки і ресенська культура виникли зі злиття Дунайських культур першого періоду і примітивніших тубільних культур. До цього ж періоду відносяться Йордансмюльська культура, Лендельська культура, Тиська культура і культура Моравської мальованої кераміки. З'являються укріплені поселення.

## Третій період
У третьому періоді на територію Дунайських культур вторгається низка чужих культур: міхельсберзька культура, культура лійчастого посуду тощо. 
До дунайської культури 3-го періоду Чайлд відносить баденську і бодрог-кереш-турську культуру.

## Четвертий період
У четвертому періоді розповсюджується видобуток міді і золота, посилюється міжплемінний обмін (свідоцтво цьому — численні знахідки бронзової зброї і прикрас).
На середину 2010-х років в археологічній літературі термін зберігається переважно тільки для дунайських культур першого, рідше — другого періодів, а третій та четвертий періоди виключаються.
Термін варто відрізняти від балкано-дунайського комплексу культур епохи енеоліту (кінець 4 — початок 3 тис. до Р. Х.).
Виникнення лінійно-стрічкової кераміки датується близько 6500 роком до Р. Х. (у роботах, випущених до 1990-х рр., вказується 5500 до Р. Х.). Передбачається, що культура поширювалася на захід уздовж долини Дунаю і взаємодіяла з культурами Атлантичної Європи, які досягли Паризького басейну. Вже на ранньому етапі ЛЛК розпалася на західну і східну групи.

## Господарство
Люди першої хвилі дунайських культур очищали територію від лісу і засівали родючі лесові землі від Балкан до Бенілюксу та Паризького басейну. Вони виготовляли кераміку з лінійно-стрічковим узором, розводили домашніх корів, свиней, собак, овець і кіз. Діагностичним знаряддям для даної культури є кельт (зброя) — різновид довгого тонкого кам'яного скобеля, який використовувався для рубки дерев, а іноді і як зброя, що видно по черепах, виявленим у Тальхайм в окрузі Неккар (Німеччина) і у Шлетца в Австрії.

## Поселення
Поселення складалися з довгих будинків. Як припускав Едуард Зангмайстер, ці поселення ймовірно буди покинуті, у міру виснаження раніше родючих земель, і потім знову заселялися після відновлення якості ґрунту. З іншого, Петер Моддерман і Йенс Люнінг вважають, що поселення були населені постійно, при цьому у кожної родини була своя земельна ділянка.
Дунайці імпортували раковини молюсків spondylus з Середземного моря.
Друга хвиля цих культур, що використала забарвлену кераміку з азійським впливом, прийшла на місце першої хвилі близько 4500 року до Р. Х.. За нею виникла третя хвиля, яка використала накольчату кераміку.
Поселення культур Дунайського неоліту виявлено в Биланах у Празі і у Кельн-Лінденталь в Німеччині. Південним кордоном розповсюдження дунайських культур була швидко плинна культура Сассо-Фьорано на півночі Італії, незабаром повністю поглинена культурою посуду з квадратним горлом.